# Disturbis d'Anglaterra de 2011

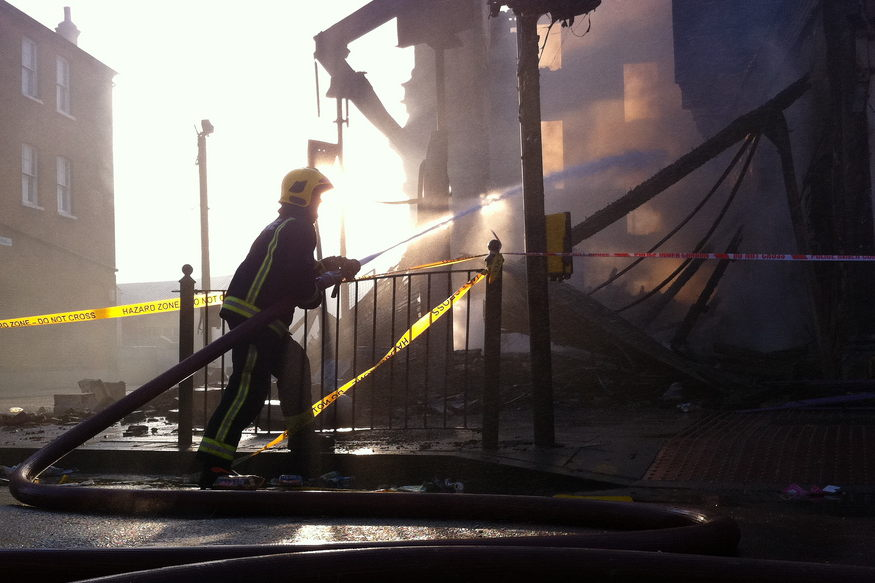
Un bomber apaga un incendi arran dels avalots inicials

Els aldarulls d'Anglaterra de 2011 són una sèrie d'alteracions de l'ordre públic i saquejos a Londres, que van començar inicialment a Tottenham, al nord de la ciutat, el 6 d'agost de 2011, després de la mort a trets d'un civil de 29 anys, Mark Duggan, per agents del Metropolitan Police Service.
El 6 d'agost de 2011, al voltant de 200 persones, incloent-hi familiars de Duggan, es van manifestar a Tottenham. Els aldarulls van començar aquesta mateixa nit, i durant els dies següents es van estendre a altres zones de Londres, incloent Hackney, Green Wood, Enfield Town, Ponders End, Walthamstow, Islington i Brixton. Avalots violents es van registrar en diversos districtes de Londres, fins al sud de Croydon. El 8 d'agost, aldarulls i saquejos es van produir a Birmingham, Liverpool, Nottingham, Bristol, Medway i Leicester, i el 9 d'agost es van estendre al centre de la ciutat de Manchester i Salford. L'11 d'agost, la policia va informar que 186 dels seus oficials havien estat ferits. El 15 d'agost, més de 3.100 persones van ser detingudes, de les quals més de 1.000 foren acusades. Cinc homes hi van morir; un home va ser assassinat el 8 d'agost, tres homes van ser atropellats per un automòbil el 10 d'agost, i un ancià que va ser colpejat fins a quedar inconscient el 8 d'agost, va morir tres dies després.
L'11 d'agost de 2011, l'Associació d'Asseguradors Britànics va estimar que els aldarulls havien causat més de 200 milions de lliures en danys.